# Margaret Scolari Barr
Margaret Scolari Barr (* 1901 in Rom, Königreich Italien; † 1987 in New York) war eine US-amerikanische Kunsthistorikerin, Dozentin und Autorin.

## Leben
Scolari war die Tochter des italienischen Antiquitätenhändlers Virgilio Scolari und dessen irischer Ehefrau Mary Fitzmaurice. Sie verbrachte ihre gesamte Kindheit und Jugend in Rom, wo 1916 ihr Vater überraschend starb. Während des Ersten Weltkriegs lebte Scolari Barr zusammen mit ihrer Mutter am Stadtrand von Rom.
Zwischen 1919 und 1922 studierte Scolari Barr an der Universität in Rom. Sofort im Anschluss daran bekam sie eine Anstellung als Sekretärin an der Botschaft der Vereinigten Staaten, da sie durch ihre Eltern fließend Italienisch und Englisch sprach. Infolge ihrer Arbeit konnten sie sich auch bald eine etwas bessere Wohnung leisten. Sie arbeitete u. a. für Botschafter Richard Washburn Child (1881–1935) und durch dessen Unterstützung bekam sie 1925 eine Anstellung als Englisch-Lehrerin am Vassar College.
Im Winter 1924/1925 reiste Scolari Barr in die USA und ließ sich in Poughkeepsie (New York) nieder. Sie blieb bis 1929 am Vassar College und studierte dort ab 1927 parallel Kunstgeschichte. Während ihrer Zeit am Vassar College machte sie u. a. die Bekanntschaft mit dem Kunsthistoriker Alfred Barr. Dieser wurde ihr von ihrem Kommilitonen Henry-Russell Hitchcock vorgestellt.
1929 ging Scolari Barr nach New York, um an der New York University Kunstgeschichte zu lehren. Dort zählten neben anderen auch Charles Rufus Morey (1877–1955) und Iris Barry zu ihren Freunden. Barrys Ehemann, den Lyriker Alan Porter (1899–1942), kannte sie bereits vom Vassar College, wo dieser als Englisch-Lehrer wirkte. Zu ihrem Freundeskreis gehörten daneben auch Bernard Berenson und Erwin Panofsky.
Ab der Eröffnung des MoMa am 7. November 1929 arbeitete Scolari Barr mit Alfred Barr, der zu den Gründungsdirektoren gehörte, eng zusammen. Die beiden heirateten in Paris am 28. Mai 1930 und ihr einziges Kind, Victoria, kam am 25. September 1937 in Rom zur Welt. Scolari Barr unternahm zusammen mit ihrem Ehemann viele Reisen nach Europa.
Im Frühjahr 1932 wurde Iris Barry von Alfred Barr für den Aufbau einer richtungsweisenden Filmbibliothek am MoMa engagiert. Dabei wurde auch Scolari Barr zu einer wichtigen Mitarbeiterin. Im Sommer 1932 lebte das Ehepaar Scolari Bar/Barr für mehrere Monate in Stuttgart, von wo aus sie nahezu ganz Deutschland bereisten. Die Machtergreifung der NSDAP erlebten die beiden in Berlin. Anschließend gingen sie in die Schweiz, wo sie sich für einige Zeit in Ascona niederließen.
Während des Zweiten Weltkriegs versuchte Scolari Barr zusammen mit ihrem Ehemann über das MoMa in Europa verfolgte Künstler in die USA zu bringen. Dabei wurde sie finanziell großzügig von Peggy Guggenheim unterstützt. Durch diese machte Scolari Barr die Bekanntschaft von Varian Fry und dessen Emergency Rescue Committee, wo sie ebenfalls tatkräftig mitarbeitete.
1943 nahm Scolari Barr eine Stelle als Lehrerin an der Spence School in Manhattan (New York) an und hatte diese Stelle bis 1973 inne. Daneben konnte sie aber immer wieder Vorträge halten, wie z. B.  an der Milton Academy in Milton (Massachusetts), einer früheren Schule ihrer Tochter. Während dieser Zeit veröffentlichte sie auch einige Bücher. Als sie 1960/1961 für ein Buch über den Künstler Medardo Rosso recherchierte, machte sie auch die Bekanntschaft der niederländischen Kunstkritikerin Etha Fles. Auch arbeitete sie bei verschiedenen Projekten und Ausstellungen weiter für das MoMa.
Als Barr 1975 an Alzheimer erkrankte, gab sie alle ihre Verpflichtungen auf, um ihrem Ehemann beizustehen, bis dieser am 15. August 1981 starb. Scolari Barr überlebte ihn um sechs Jahre und starb 1987 an Darmkrebs in New York und fand dort auch ihre letzte Ruhestätte.

## Schriften (Auswahl)
- Medardo Rosso. New York 1963.
- Medardo Rosso and his Dutch patroness Etha Fles. In L’arte, 1963, S. 119–144.
- zusammen mit Rona Roob: Our campaigns. Alfred H. Barr jr. and the Museum of Modern Art. New York 1987.